# Diecezja Nellore
Diecezja Nellore – diecezja rzymskokatolicka w Indiach. Została utworzona w 1967 z terenu archidiecezji Madras.

## Ordynariusze
- William Bouter, † (1929–1970)
- Bala Shoury Thumma † (1970–1973)
- Pudhota Chinniah Balaswamy † (1973–2006)
- Moses Doraboina Prakasam, od 2006